# Marais de Varaville
Le marais de Varaville est une zone humide qui tire son nom de la commune de Varaville, dans le Calvados.

## Statut
Le marais est classé en zone naturelle d'intérêt écologique, faunistique et floristique de type I, sous le no 250020004.

## Description
Le marais s'étend sur 967 ha sur les communes de Cabourg, Merville-Franceville-Plage, Gonneville-en-Auge, Périers-en-Auge et Varaville. Elle correspond à la basse-vallée de la Dives.

## Faune
Le marais est un site de nidification pour de nombreuses espèces d'oiseaux protégés : rousserolle verderolle, rousserolle effarvatte, bruant proyer, bruant des roseaux, faucon hobereau, pie-grièche écorcheur, bergeronnette flavéole,  courlis cendré.  C'est aussi un site d'hivernage pour le traquet tarier et le vanneau huppé.